# Lagynochthonius kapi
Espèce
Lagynochthonius kapi est une espèce de pseudoscorpions de la famille des Chthoniidae.

## Distribution
Cette espèce est endémique des îles Krakatoa en Indonésie. Elle se rencontre sur Rakata (en) et Anak Krakatoa.

## Description
Les mâles mesurent de 0,88 à 0,98 mm et les femelles de 0,94 à 1,10 mm.

## Étymologie
Son nom d'espèce lui a été donné en référence au lieu de sa découverte, le Kapi.

## Publication originale
- Harvey, 1988 : Pseudoscorpions from the Krakatau Islands and adjacent regions, Indonesia (Chelicerta: Pseudoscorpionida). Memoirs of the National Museum of Victoria, vol. 49, no 2, p. 309-353 (texte intégral).